# Torneo ATP de Amberes 2020
El European Open 2020 fue un torneo de tenis perteneciente al ATP Tour 2020 en la categoría ATP World Tour 250. El torneo tuvo lugar en la ciudad de Amberes (Bélgica) desde el 19 hasta el 25 de octubre de 2020 sobre canchas duras.

## Distribución de puntos
| Modalidad            | Campeón | Finalista | Semifinales | Cuartos de final | 2ª ronda | 1ª ronda | Clasificados | 2ª ronda de clasificación | 1ª ronda de clasificación |
| Individual masculino | 250     | 165       | 100         | 50               | 25       | 0        | 13           | 7                         | 0                         |
| Dobles masculino     | 250     | 150       | 90          | 45               | 20       | 0        | -            | -                         | -                         |

## Cabezas de serie

### Individuales masculino
| Tenista         | Ranking | Preclasificado |
| David Goffin    | 14      | 1              |
| Pablo Carreño   | 15      | 2              |
| Karen Jachanov  | 17      | 3              |
| Grigor Dimitrov | 19      | 4              |
| Milos Raonic    | 21      | 5              |
| Dušan Lajović   | 24      | 6              |
| Taylor Fritz    | 28      | 7              |
| Álex de Miñaur  | 29      | 8              |

- Ranking del 12 de octubre de 2020.[2]

### Dobles masculino
| Tenista                           | Ranking | Preclasificados |
| Juan Sebastián Cabal Robert Farah | 3       | 1               |
| John Peers Michael Venus          | 38      | 2               |
| Fabrice Martin Jean-Julien Rojer  | 46      | 3               |
| Jamie Murray Neal Skupski         | 51      | 4               |
| Sander Gillé Joran Vliegen        | 78      | 5               |

## Campeones

### Individual masculino
Ugo Humbert venció a  Álex de Miñaur por 6-1, 7-6(7-4)

### Dobles masculino
John Peers /  Michael Venus vencieron a  Rohan Bopanna /  Matwé Middelkoop por 6-3, 6-4